# Virus corona liên quan đến hội chứng hô hấp cấp tính nặng
Virus corona liên quan đến hội chứng hô hấp cấp tính nặng (tiếng Anh: Severe acute respiratory syndrome-related coronavirus, viết tắt là SARSr-CoV) là một loài coronavirus gây bệnh ở người, dơi và một số loài động vật có vú khác. Đây là một loại virus có màng bọc mang RNA chuỗi đơn dương, xâm nhập vào tế bào chủ bằng cách kết hợp với thụ thể ACE2. SARSr-CoV thuộc chi Betacoronavirus và phân chi Sarbecoronavirus.
Đã có 2 chủng SARSr-CoV gây ra dịch bệnh đường hô hấp nặng ở người: SARS-CoV, gây ra đợt bùng phát dịch hội chứng hô hấp cấp tính nặng (SARS) từ năm 2002 tới 2004, và SARS-CoV-2, gây ra đại dịch bệnh virus corona 2019 (COVID-19) từ cuối năm 2019 đến nay. Có hàng trăm chủng SARSr-CoV khác, toàn bộ trong số đó chỉ được biết đến là gây bệnh cho các loài vật khác: dơi là vật chủ của nhiều chủng virus corona liên quan tới SARS, và một vài chủng còn được xác định tồn tại trong cầy vòi hương, có khả năng chúng là tổ tiên của SARS-CoV.
Virus corona liên quan đến SARS được Tổ chức Y tế Thế giới (WHO) xác định là một trong số nhiều loại virus có thể gây ra đại dịch trong tương lai. Nhận định trên được WHO đưa ra vào năm 2016 trong một kế hoạch mới được phát triển sau dịch Ebola nhằm thúc đẩy nghiên cứu và phát triển trước và trong đại dịch đối với các vấn đề như chẩn đoán, vắc xin và thuốc điều trị. Dự đoán ấy đã trở thành hiện thực với đại dịch COVID-19.

## Phân loại
Virus corona liên quan đến SARS thuộc chi Betacoronavirus (nhóm 2) và phân chi Sarbecovirus (phân nhóm B). Các sarbecovirus, khác với embecovirus hay alphacoronavirus, chỉ có một proteinase tương tự papain (PLpro) thay vì hai trong khung đọc mở ORF1. SARSr-CoV được xác định là nhánh sớm tách khỏi betacoronavirus.
Dơi đóng vai trò là vật chủ chính cho virus corona liên quan tới SARS. Virus đã tiến hóa bên trong vật chủ dơi trong một thời gian dài. Chỉ gần đây mới có một số chủng virus corona liên quan đến SARS tiến hóa và truyền từ dơi sang người, điển hình là hai chủng SARS-CoV và SARS-CoV-2. Cả hai chủng virus này tiến hóa từ một tổ tiên chung nhưng truyền sang người ở hai giai đoạn khác nhau. SARS-CoV-2 không phải là hậu duệ trực tiếp của SARS-CoV. Ngày 17 tháng 3 năm 2020, các nhà khoa học báo cáo rằng virus SARS-CoV-2 mới chỉ có nguồn gốc từ tự nhiên.

## Bộ gen

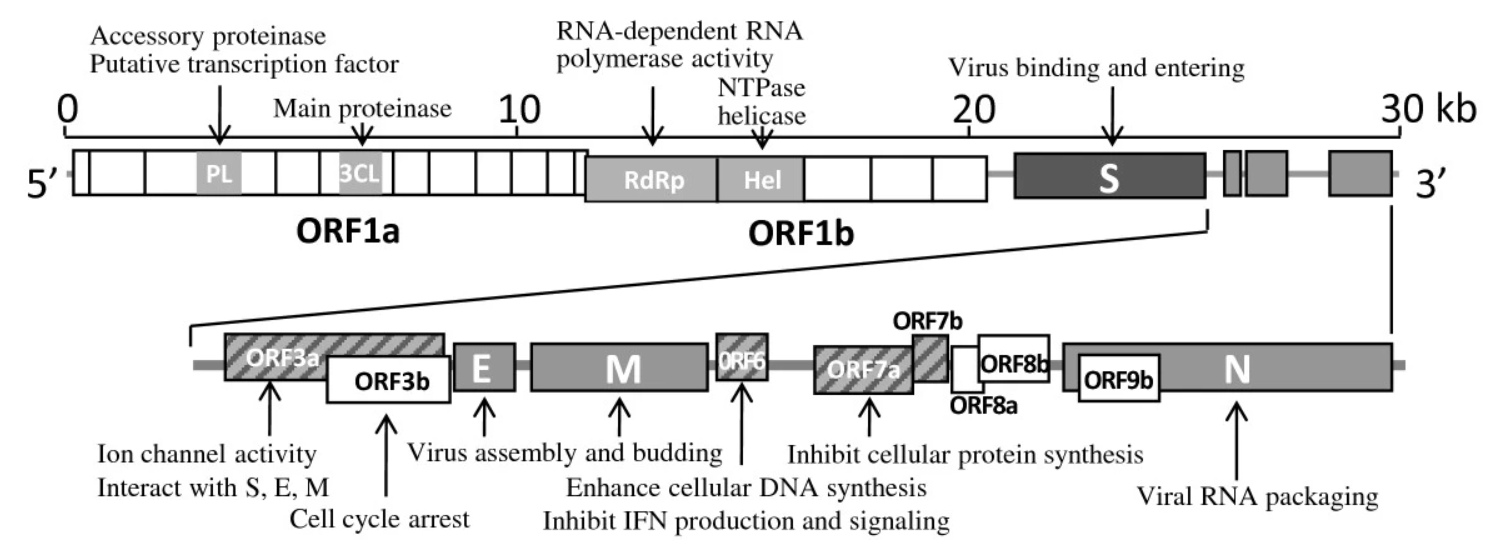
Tổ chức bộ gen của SARS-CoV

Virus corona liên quan đến SARS là một virus có màng bọc, RNA chuỗi đơn dương. Bộ gen của nó dài khoảng 30 kb, thuộc hàng lớn nhất trong số các virus RNA. Virus có 14 khung đọc mở có thể chồng gối nhau trong một số trường hợp. Bộ gen virus có một đầu 5′ methylate và đuôi 3′ polyadenylate. Có 265 nucleotide trong vùng 5' UTR và 342 nucleotide trong vùng 3' UTR.
Đầu 5′ methylate và đuôi 3′ polyadenylate cho phép bộ gen RNA dương được trực tiếp dịch mã bởi ribosome của tế bào chủ khi virus xâm nhập. SARSr-CoV tương tự các virus corona khác ở điểm quá trình biểu hiện gen được bắt đầu bằng việc ribosome của tế bào chủ dịch mã hai khung đọc mở (ORF) chồng gối lớn đầu tiên, 1a và 1b, cả hai đều sinh ra các polyprotein.
| Chức năng các protein di truyền của SARS-CoV (orf1a tới orf9b) | Chức năng các protein di truyền của SARS-CoV (orf1a tới orf9b) |
| Protein                                                        | Chức năng |
| -------------------------------------------------------------- | --- |
| orf1a, orf1b                                                   | Polyprotein sao chép/phiên mã (pp1ab) (proten phi cấu trúc) |
| orf2                                                           | Protein gai (S), liên kết virus và xâm nhập (protein cấu trúc) |
| orf3a                                                          | Tương tác với các protein cấu trúc S, E, M; Hoạt động kênh ion; Tăng cường các cytokine và chemokine như IL-8 và RANTES; Tăng cường NF-κB và JNK; Thúc đẩy chết rụng tế bào và gián đoạn chu kỳ tế bào, thông qua Caspase 8 và -9, và bởi Bax, p53, và kinase p38 MAP |
| orf3b                                                          | Tăng cường các cytokine và chemokine bởi RUNX1b; Ức chế sản sinh và truyền tín hiệu IFN loại I; Thúc đẩy chết rụng tế bào và gián đoạn chu kỳ tế bào; |
| orf4                                                           | Protein màng bọc (E), lắp ráp và nảy chồi virus (protein cấu trúc) |
| orf5                                                           | Protein màng (M), lắp ráp và nảy chồi virus (protein cấu trúc) |
| orf6                                                           | Tăng cường tổng hợp DNA tế bào; Ức chế sản sinh và truyền tín hiệu IFN loại I |
| orf7a                                                          | Úc chế tổng hợp protein tế bào; Thúc đẩy phản ứng viêm bởi NF-kappaB và promotor IL-8; Tăng cường các chemokine như IL-8 và RANTES; Tăng cường JNK, kinase p38 MAP; Thúc đẩy chết rụng tế bào và gián đoạn chu kỳ tế bào                                              |
| orf7b                                                          | Chưa biết |
| orf8a                                                          | Thúc đẩy chết rụng tế bào thông qua ty thể |
| orf8b                                                          | Tăng cường tổng hợp DNA tế bào |
| orf9a                                                          | Protein vỏ bọc nhân (N), vỏ bảo vệ RNA virus (protein cấu trúc) |
| orf9b                                                          | Thúc đẩy chết rụng tế bào |

Một vài protein virus đã xác định được chức năng. Các ORF 1a và 1b mã hóa polyprotein sao chép/phiên mã, và các ORF sau 2, 4, 5, và 9a lần lượt mã hóa 4 loại protein cấu trúc: gai, màng bọc, màng và vỏ bọc nhân. Các ORF sau cũng mã hóa 8 loại protein đặc trưng (orf3a tới orf9b), gọi là protein phụ (accessory protein), nhiều loại chưa tìm ra được các đồng đẳng. Chức năng của các protein phụ hiện chưa được hiểu rõ.

## Hình thái

Minh họa virus SARSr-CoV

Hình thái của SARSr-CoV tuân theo tính chất chung của họ virus corona. Virus có dạng các hạt đa hình lớn với cấu trúc bề mặt rộng tạo thành hào quang (corona) xung quanh khi nhìn từ kính hiển vi điện tử. Kích thước các hạt virus trong khoảng 80–90 nm. Màng bọc của virus khi nhìn qua kính hiển vi điện tử có dạng như hai lớp vỏ electron dày đặc.
Màng bọc virus bao gồm một lớp lipid kép là nơi các protein màng (M), màng bọc (E) và gai (S) bám vào. Các protein gai giúp cho virus có được cấu trúc bề mặt rộng. Sự tương tác của protein gai với thụ thể tương ứng của tế bào chủ là điểm quan trọng trong việc xác định tính hướng mô, tính lây nhiễm và vùng loài của virus.
Bên trong màng bọc là vỏ bọc nhân được cấu tạo từ nhiều bản sao protein vỏ bọc nhân (N), có tác dụng bảo vệ cho bộ gen RNA chuỗi đơn dương (~30 kb) được tổ chức dưới dạng chuỗi liên tục. Lớp màng lipid kép, các protein màng và vỏ bọc nhân bảo vệ cho virus khi ở bên ngoài vật chủ.

## Vòng đời
Virus corona liên quan đến SARS tuân theo nguyên tắc nhân lên thường gặp ở tất cả các virus corona khác.

### Hấp phụ và xâm nhập

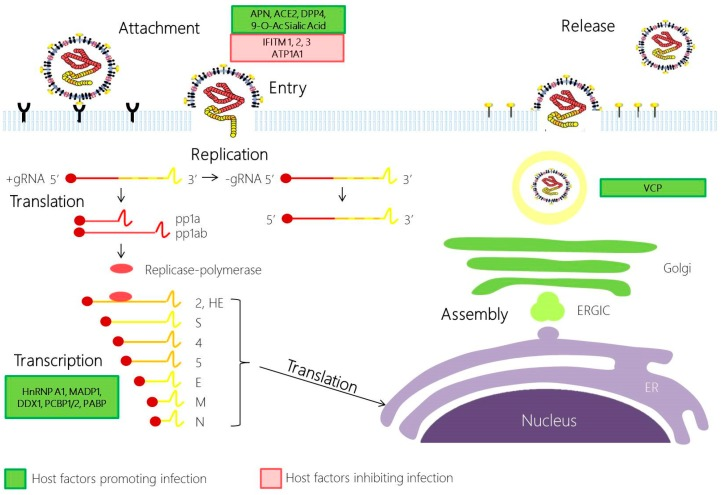
Chu trình nhân lên của virus corona

Quá trình hấp phụ của SARSr-CoV với tế bào chủ được thực hiện thông qua protein gai và thụ thể. Vùng liên kết thụ thể của protein gai (RBD) nhận dạng và gắn với thụ thể enzyme chuyển hóa angiotensin 2 (ACE2). Sau khi hấp phụ, virus có thể xâm nhập vào tế bào chủ bằng hai con đường khác nhau. Đường xâm nhập của virus còn tùy thuộc vào protease của vật chủ có sẵn để tách và kích hoạt protein gai đã gắn vào thụ thể.
Con đường đầu tiên mà virus có thể chọn là xâm nhập tế bào chủ qua nhập bào và hấp thụ virus trong một endosome. Protein gai gắn với thụ thể khi đó được kích hoạt bởi cysteine protease cathepsin L. Sự kích hoạt protein gai gây ra sự thay đổi cấu trúc, và sau đó là sự kết hợp giữa mảng bọc virus và thành endosome.
Virus còn có thể xâm nhập tế bào chủ trực tiếp qua rãnh phân giải protein của protein gai gắn với thụ thể bởi serine protease TMPRSS2 hoặc TMPRSS11D của vật chủ tại bề mặt tế bào. Ở virus corona SARS, sự kích hoạt phần đầu C của protein gai gây nên sự hợp nhất của màng bọc virus với màng tế bào chủ bằng cách thúc đẩy sự thay đổi cấu trúc; quá trình này hiện vẫn chưa giải thích được đầy đủ.

### Dịch bộ gen
| Chức năng các protein phi cấu trúc của virus corona (nsps) | Chức năng các protein phi cấu trúc của virus corona (nsps) |
| Protein                                                    | Chức năng |
| ---------------------------------------------------------- | --- |
| nsp1                                                       | Thúc đẩy sự suy giảm mRNA ở tế bào chủ, ngăn không cho tế bào chủ thực hiện dịch mã; ngăn chặn phản ứng miễn dịch tự nhiên                                                                                          |
| nsp2                                                       | Liên kết với protein prohibitin; chức năng chưa biết |
| nsp3                                                       | Protein liên màng đa miền; tương tác với protein N; thúc đẩy biểu hiện cytokine; miền PLPro phân tách polyprotein pp1ab và ngăn chặn phản ứng miễn dịch tự nhiên của vật chủ; chức năng của các miền khác chưa biết |
| nsp4                                                       | Protein cấu trúc tạm thời (scaffold protein) liên màng; giúp các túi màng kép (double membrane vesicles - DMV) được tổ chức chính xác                                                                               |
| nsp5                                                       | 3CLPro phân tách polyprotein pp1ab |
| nsp6                                                       | Protein cấu trúc tạm thời liên màng; chức năng chưa biết |
| nsp7                                                       | Tạo thành phức hợp oligomer 16 mắt xích với nsp8; kẹp processivity cho RdRp (nsp12) |
| nsp8                                                       | Tạo thành phức hợp oligomer 16 mắt xích với nsp7; kẹp processivity cho RdRp (nsp12); đóng vai trò như một primase                                                                                                   |
| nsp9                                                       | Protein liên kết RNA (RNA-binding protein - RBP) |
| nsp10                                                      | Cofactor của nsp16 và nsp14; tạo thành heterodimer với cả hai protein; thúc đẩy hoạt động 2-O-MT (nsp16) và ExoN (nsp14)                                                                                            |
| nsp11                                                      | Chức năng chưa biết |
| nsp12                                                      | RNA polymerase phụ thuộc RNA (RNA-dependent RNA polymerase - RdRp) |
| nsp13                                                      | Helicase RNA, triphosphatase 5′ |
| nsp14                                                      | Mehtyltransferase N7, exoribonuclease 3′-5′ (ExoN); N7 MTase bổ sung đầu 5′, ExoN đọc sửa bộ gen |
| nsp15                                                      | Endoribonuclease (NendoU) |
| nsp16                                                      | 2′-O-Methyltransferase (2-O-MT); bảo vệ RNA virus khỏi MDA5 |

Sau quá trình hợp nhất, vỏ bọc nhân đi vào trong tế bào chất, nơi bộ gen của virus được giải phóng. Bộ gen đóng vai trò như một RNA thông tin, và ribosome của tế bào dịch mã 2/3 bộ gen, tương đương với khung đọc mở ORF1a và ORF1b, thành hai polyprotein lớn chồng gối nhau, pp1a và pp1ab.
Polyprotein lớn hơn pp1ab là kết quả của sự dịch khung ribosome -1 gây ra bởi một chuỗi trơn (UUUAAAC) và một giả nút RNA (RNA pseudoknot) ở cuối khung đọc mở ORF1a. Việc dịch khung ribosome giúp quá trình dịch mã của ORF1a diễn ra liên tục ngay sau ORF1b.
Các polyprotein có chứa các protease,  PLpro và 3CLpro riêng, giúp phân tách các polyprotein tại các vùng khác nhau. Phần rãnh của polyprotein pp1ab có chứa 16 loại protein phi cấu trúc (nsp1 tới nsp16). Các loại protein được sản sinh ra gồm nhiều loại protein sao chép như RNA polymerase phụ thuộc RNA (RdRp), helicase RNA, và exoribonuclease (ExoN).

### Nhân lên và phiên mã

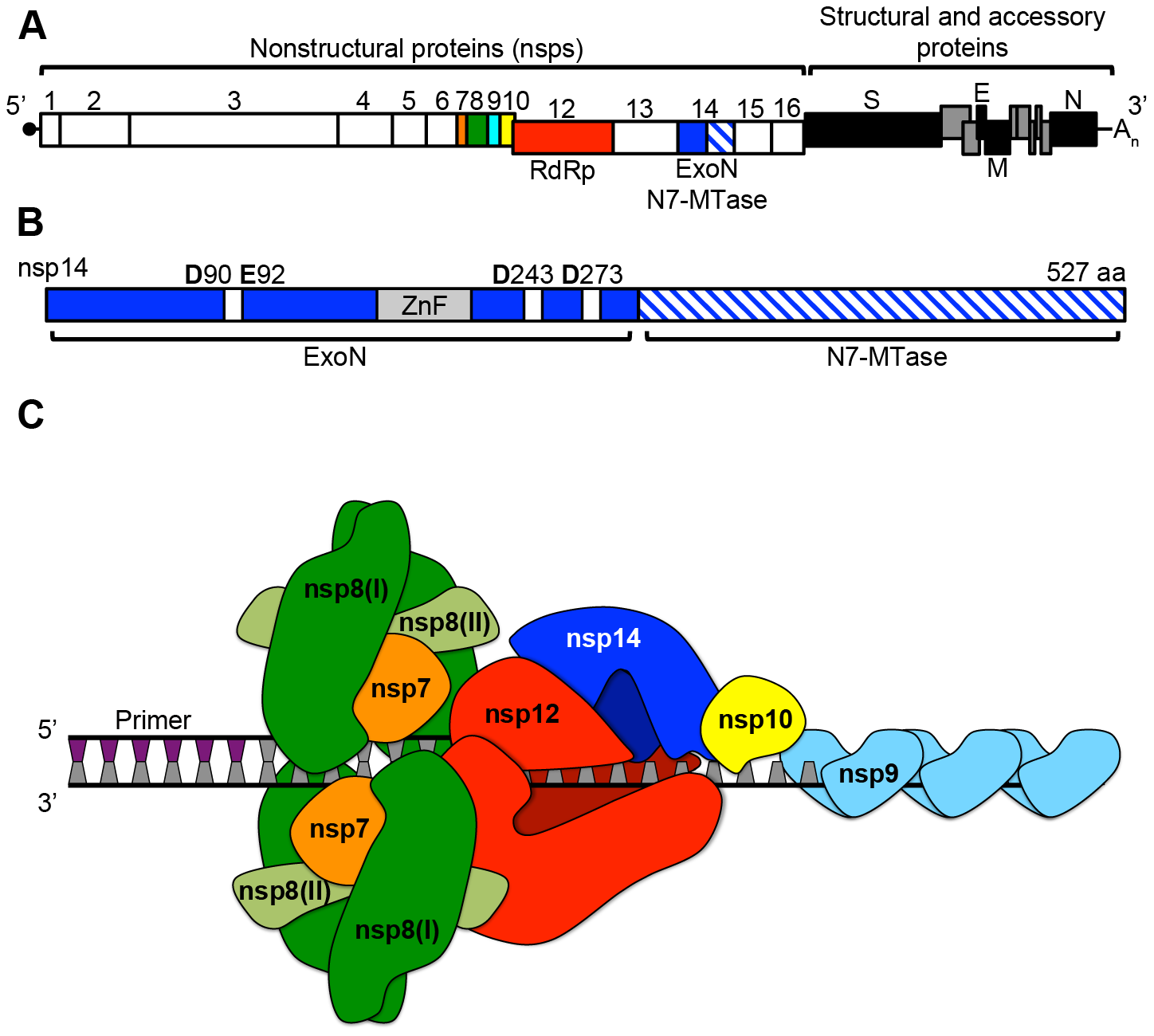
Mô hình phức hợp sao chép-phiên mã của một virus corona. RdRp thực hiện quá trình nhân đôi (đỏ), ExoN thực hiện chức năng đọc sửa (lam đậm), cofactor ExoN (vàng), các RBP nhằm tránh cấu trúc phụ (lam nhạt), kẹp trượt RNA (RNA sliding clamp) nhằm tăng khả năng processivity và miền primase có chức năng mồi (lục/cam), cùng với một helicase giúp tháo xoắn RNA.

Một số protein sao chép phi cấu trúc hợp nhấp thành một phức hợp sao chép-phiên mã (replicase-transcriptase complex - RTCA) đa protein. Protein sao chép-phiên mã chính là RNA polymerase phụ thuộc RNA (RdRp). Nó liên quan trực tiếp trong quá trình nhân đôi và phiên mã RNA từ mạch RNA. Các protein phi cấu trúc khác trong phức hợp hỗ trợ cho quá trình nhân đôi và phiên mã.
Protein nsp15 là một exoribonuclease 3'-5' nhằm tăng tính chính xác cho quá trình nhân đôi. Exoribonuclease này đem lại cho phức hợp chức năng đọc sửa mà RNA polymerase phụ thuộc RNA thiếu. Tương tự, các protein nsp7 và nsp8 tạo thành kẹp trượt dạng oligomer 16 mắt xích nhằm tăng khả năng processivity của RNA polymerase phụ thuộc RNA. Virus corona yêu cầu phải có sự chính xác và khả năng processivity cao trong quá trình tổng hợp RNA do kích thước bộ gen khá lớn so với các virus RNA khác.
Một trong những chức năng chính của phức hợp sao chép-phiên mã là phiên mã bộ gen virus. RdRp trực tiếp gây nên quá trình tổng hợp của các phân tử RNA hạ gen âm từ RNA bộ gen dương. Tiếp sau đó là quá trình phiên mã các phân tử RNA hạ gen âm này thành các mRNA dương tương ứng.
Chức năng quan trọng khác của phức hợp sao chép-phiên mã là nhân đôi bộ gen virus. RdRp trực tiếp gây nên quá trình tổng hợp RNA bộ gen âm từ RNA bộ gen dương. Theo sau đó là quá trình nhân đôi RNA bộ gen dương từ RNA bộ gen âm.
RNA bộ gen dương sau nhân đôi trở thành bộ gen của các virus con. Các mRNA nhỏ hơn được phiên mã từ 1/3 cuối cùng của bộ gen virus sau các khung đọc mở ORF1a và ORF1b. Các mRNA được dịch mã thành 4 loại protein cấu trúc (S, E, M và N) sẽ trở thành bộ phận của các hạt virus con và 8 loại protein phụ khác (orf3 tới orf9b) hỗ trợ cho virus.

### Lắp ráp và giải phóng
Quá trình dịch mã RNA diễn ra bên trong mạng lưới nội chất. Các protein cấu trúc S, E và M của virus đi dọc theo đường bài tiết tới ngăn trung gian Golgi (Golgi intermediate compartment). Tại đó, các protein M chỉ dẫn hầu hết các tương tác protein-protein cần thiết cho việc lắp ráp virus sau khi liên kết với vỏ bọc nhân.
Các virus mới được giải phóng khỏi tế bào chủ qua xuất bào bằng các túi bài tiết (secretory vesicle).